# .sr
.srは国別コードトップレベルドメイン（ccTLD）の一つで、スリナムに割り当てられている。現地の情報通信企業テレスールによって運営されるが、"seniors"用のドメインとしての外国からの登録の対応はDotSRが行っている。